# Тауэр, Гарольд
Гарольд Уильям Тауэр (англ. Harold William Tower; 17 июля 1911, Лодай, Калифорния — 12 августа 1994, Сан-Диего, Калифорния) — американский гребец, выступавший за сборную США по академической гребле в начале 1930-х годов. Чемпион летних Олимпийских игр в Лос-Анджелесе, победитель и призёр многих студенческих регат.

## Биография
Гарольд Тауэр родился 17 июля 1911 года в городе Лодай, штат Калифорния.
Занимался академической греблей во время учёбы в Калифорнийском университете в Беркли, состоял в местной гребной команде «Калифорния Голден Бирс», неоднократно принимал участие в различных студенческих регатах, в частности в восьмёрках в 1932 году выигрывал чемпионат Межуниверситетской гребной ассоциации (IRA).
Наивысшего успеха в гребле на международном уровне добился в сезоне 1932 года, когда, ещё будучи студентом университета, вошёл в основной состав американской национальной сборной и благодаря череде удачных выступлений удостоился права защищать честь страны на домашних летних Олимпийских играх в Лос-Анджелесе. В составе распашного экипажа-восьмёрки с рулевым в финале обошёл всех своих соперников, в том числе на две десятых секунды опередил ближайших преследователей из Италии, и тем самым завоевал золотую олимпийскую медаль.
В 1969 году, как и все члены американской олимпийской восьмёрки, за выдающиеся спортивные достижения был введён в Зал славы Национального гребного фонда.
Впоследствии работал практикующим оптометристом.
Умер 12 августа 1994 года в Сан-Диего, штат Калифорния, в возрасте 83 лет.